# Franz Jaschke
Franz Jaschke (ur. w 1775 w Stroniu Śląskim, zm. 6 listopada 1842 r. w Wiedniu) – malarz dworu cesarskiego Habsburgów, absolwent Akademii Wiedeńskiej, znany również z zasług w dokumentowaniu strojów ludowych monarchii habsburskiej, pejzażysta.
W latach 1807–1816 towarzyszył arcyksiążętom Ludwikowi i Rainierowi w ich podróżach do Turcji, Siedmiogrodu, Węgier, Galicji, Bukowiny i Włoch, podczas których powstały jego liczne prace.